# Catedral de San Pedro de Jaca
La catedral de San Pedro de Jaca o Seo de San Pedro de Jaca (en aragonés Seu de Chaca o Xaca), cabeza de la diócesis de Jaca, es una de las construcciones más características y antiguas del románico en España. Comenzó a construirse casi al mismo tiempo que la de Santiago de Compostela en el último cuarto del siglo XI a iniciativa del rey Sancho Ramírez, que, con motivo de su viaje a Roma en 1068, había colocado su reino bajo vasallaje del papa, a la sazón Alejandro II. Por este motivo el pontífice le concedió la sede episcopal de Jaca, como cabeza religiosa y política de su incipiente reino.

## Historia
Jaca recibe el fuero de ciudad del rey Sancho Ramírez de Aragón en 1077. Mantuvo la capitalidad del reino de Aragón desde este año hasta 1096, cuando, tras la victoria aragonesa de Alcoraz que propició la reconquista de Huesca, esta ciudad recuperó su antigua capitalidad.
En el tiempo en que Jaca fue capital del reino de Aragón, paralelamente alcanzó el rango, desde el punto de vista eclesiástico, de obispado, que anteriormente había tenido su sede en Sásabe, Siresa y san Juan de la Peña. Por este motivo se construyó en Jaca una catedral. Sin embargo, tras la conquista de Huesca en 1096, el papa Urbano II restituyó el obispado a esta ciudad, bajo la fórmula de que su obispo tenía dos sedes, la de Jaca y la oscense. Y así continuó hasta 1571, cuando Jaca volvió a tener obispo propio, como sucede en el presente.
Si bien las fechas de la construcción no están claras, algunos autores distinguen dos etapas: la primera podría estar situada entre 1077 y 1082 y corresponde al reinado de Sancho Ramírez y al obispado de su hermano, el infante García; y la segunda, entre 1104 y 1130, que pertenece al reinado de Alfonso I el Batallador y Esteban de Huesca como obispo. Una vez construida la planta de la catedral dentro del estilo románico inicial, se procedió paulatinamente a construir las dependencias para el cabildo, que pertenecía a la orden de san Agustín, y mantenía una vida en comunidad, por lo que fue preciso dotarle de claustro, sala capitular, refectorio, dormitorio y otras dependencias. Los edificios de la comunidad fueron derribados en buena parte en el siglo XVI, cuando el cabildo de la catedral pasó a estar integrado por sacerdotes que, en consecuencia, hacían su vida por separado.
Por lo que se refiere al arquitecto de la catedral románica de Jaca, nada se sabe sobre su identidad, como era frecuente en la época. En cuanto a sus cualidades, Bongo concluye que era:

capaz de diseñar a partir de las estructuras del primer románico, pero innovando radicalmente el concepto de luz, buscando la esbeltez de las formas y aplicando unas líneas molduradas que articulan vanos y paramentos con un rigor propio de un ideal teórico de estilo.

## Precedente: Monasterio de san Pedro el Viejo
El espacio abierto situado frente a la puerta principal de la catedral, la puerta del oeste, estuvo ocupado desde la época romana, como se desprende de los enterramientos encontrados en él. Más adelante, durante la monarquía visigoda, continuó habitado, se empleó como cementerio y, posiblemente, albergó un templo cristiano.
En el siglo X, en tiempo del condado de Aragón, se tiene noticia de la existencia de un monasterio dedicado a san Pedro. La iglesia era de una sola nave, de planta rectangular (22 × 7 metros) y ábside cuadrado orientado al este. Contaba con una puerta en el muro sur y otra en el norte, que comunicaba con las dependencias monásticas, de las que solo se ha conservado el pozo. La planta de este templo prerrománico está reproducida en el pavimento de la plaza de san Pedro de acuerdo con las excavaciones arqueológicas iniciadas en 2002.
A finales del siglo XI, al comienzo de la andadura del reino de Aragón, en sus inmediaciones se construyó la catedral, también dedicada a san Pedro. Por este motivo, para diferenciarlo, el antiguo monasterio pasó a llamarse de san Pedro el Viejo, dejó de tener una comunidad religiosa y se empleó como iglesia abierta al culto de los fieles, al tiempo que su entorno siguió utilizándose como cementerio hasta el siglo XV. Sus dependencias pasaron a la jurisdicción del cabildo de la catedral, que descuidó su mantenimiento, hasta el punto de que en 1837 la autoridad gubernativa ordenó su demolición.

## La catedral

### Exterior
El edificio conserva la estructura y configuración románicas. Es de planta basilical, rectangular, con tres naves de cinco tramos cada una; la central es más ancha y alta que las laterales y las tres desembocan en sus respectivos ábsides semicirculares, de los que únicamente se conserva el de la nave sur. En este se encuentran los elementos arquitectónicos que resumen el lenguaje característico de la arquitectura románica del Camino de Santiago: el ajedrezado que se muestra en forma de imposta, y las bolas, presentes en los soportes interiores.
La puerta principal se sitúa a los pies de la nave, orientada al oeste. Tiene un espacioso pórtico que enlaza en altura con la nave principal. En la plaza que la precede, estuvo el monasterio bajo la advocación de san Pedro, advocación que se repitió después en la catedral románica. 
En el muro sur se abre una puerta que comunica con la plaza de la Catedral. Conserva el tímpano románico, al que posteriormente se añadió el escudo pontificio (tiara y llaves de san Pedro), para ello se destruyó el pantocrátor original. Lo flanquean las representaciones de los evangelistas san Lucas y san Marcos (toro y león). Posteriormente, en la construcción del pórtico que protege la puerta, se reutilizaron capiteles del templo románico con las temáticas siguientes:
- Puerta románica (capitel de la derecha): Sacrificio de Isaac por su padre Abraham en el que figura el ángel que lo impide
- Puerta románica (capitel de la izquierda): Balaam queda inmovilizado porque su burra no puede andar porque se lo impide un ángel
- Pórtico: El rey David rodeado de once músicos
- Pórtico: Vida y martirio del papa Sixto II

A ellos se añaden, en el pórtico, dos capiteles con motivos vegetales y tres con figuras humanas que sujetan grandes aves, representadas muy esquemáticamente.
También aquí, en el muro, se encuentra tallada la unidad de longitud denominada vara jaquesa, equivalente a 77 centímetros. Se utilizó durante siglos como referencia oficial para el mercado ubicado en la plaza de la Catedral y, con carácter general, en el reino de Aragón.

#### Crismón
El tímpano de la puerta principal es un bajorrelieve que está presidido por un crismón y flanqueado por dos leones en cuyas garras aparecen sendas figuras humanas. Se trata de una pieza románica excepcional por la calidad de la escultura, sus grandes dimensiones y, ante todo, por su significado iconográfico que, en este caso, está reforzado por textos latinos que figuran en el crismón, en cada uno de los leones y en el dintel.

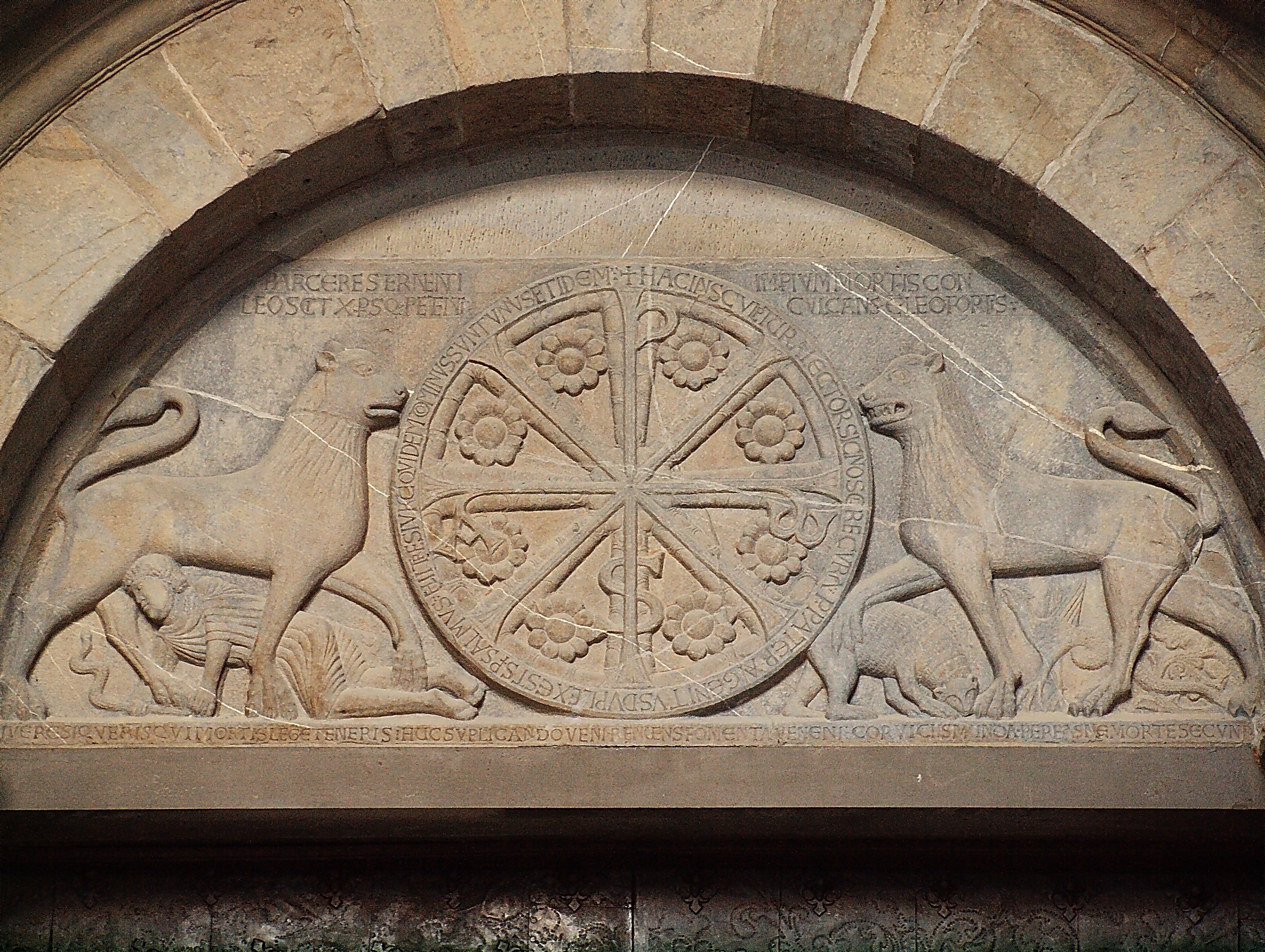
Tímpano de la portada oeste

Francisco de Asís García, que lo ha estudiado, sostiene que, en este caso, el crismón es una referencia a la doctrina derivada de la figura de Constantino el Grande, quien mediante el Edicto de Milán estableció por vez primera la colaboración entre el poder temporal y el espiritual, entre el Imperio romano y la Iglesia. En el caso de Jaca, la exposición del crismón en la catedral de san Pedro tendría por objeto manifestar la relación estrecha entre el naciente reino de Aragón, a cuyo frente se encontraba Sancho Ramírez, y el papado, del que era feudatario, personificado en Alejando II.
El texto latino inscrito en el círculo que rodea el crismón hace referencia a la santísima Trinidad. El círculo representaría la eternidad y las rosetas inscritas entre los ocho radios se relacionarían con el Paraíso.

Hac in sculptura, lector, sic noscere cura: P. Pater, A. Genitus, duplex est Spiritus Almus. Hii tres iure quidem Dominus sunt unus et idem.

El león situado a la izquierda del espectador tiene boca cerrada y protege a un hombre, situado a sus pies, que con la mano sujeta una serpiente, que podría relacionarse con la muerte. Encima una inscripción latina manifiesta: "El león sabe perdonar al caído, y Cristo a quien le implora".

Parcere sterneni leo scit, Xristus petenti.

Por su parte, el león de la derecha, simétrico del que tiene enfrente, con la boca abierta, enseña los dientes y pisa a un oso y a un basilisco. La traducción latina de su inscripción viene a decir: "El poderoso león aplasta el imperio de la muerte"

Imperium mortis conculcans est leo fortis

La traducción del texto latino situado al pie del tímpano vendría a decir: "Si quieres vivir, tú que estás sujeto a la ley de la muerte, ven suplicando, rechazando venenosos placeres. Limpia el corazón de pecados, para no morir de una segunda muerte".

Vivere si queris qui mortis lege teneris, huc splicando veni renvens fomenta veneri. Cor viciis munda, pereas ne morte secunda

La portada de grandes dimensiones, en la que se inscribe el crismón, está cerrada por seis arquivoltas de listel y toro que se apoyan en dos pares de columnas con sus respectivos capiteles, tres de ellos esculpidos con motivos figurativos y el cuarto con hojas de acanto. Una de las columnas está desgastada por la costumbre de los peregrinos de apoyar su mano en ella, de la misma manera que se hace en el Pórtico de la Gloria de la catedral de Santiago de Compostela.

### Interior

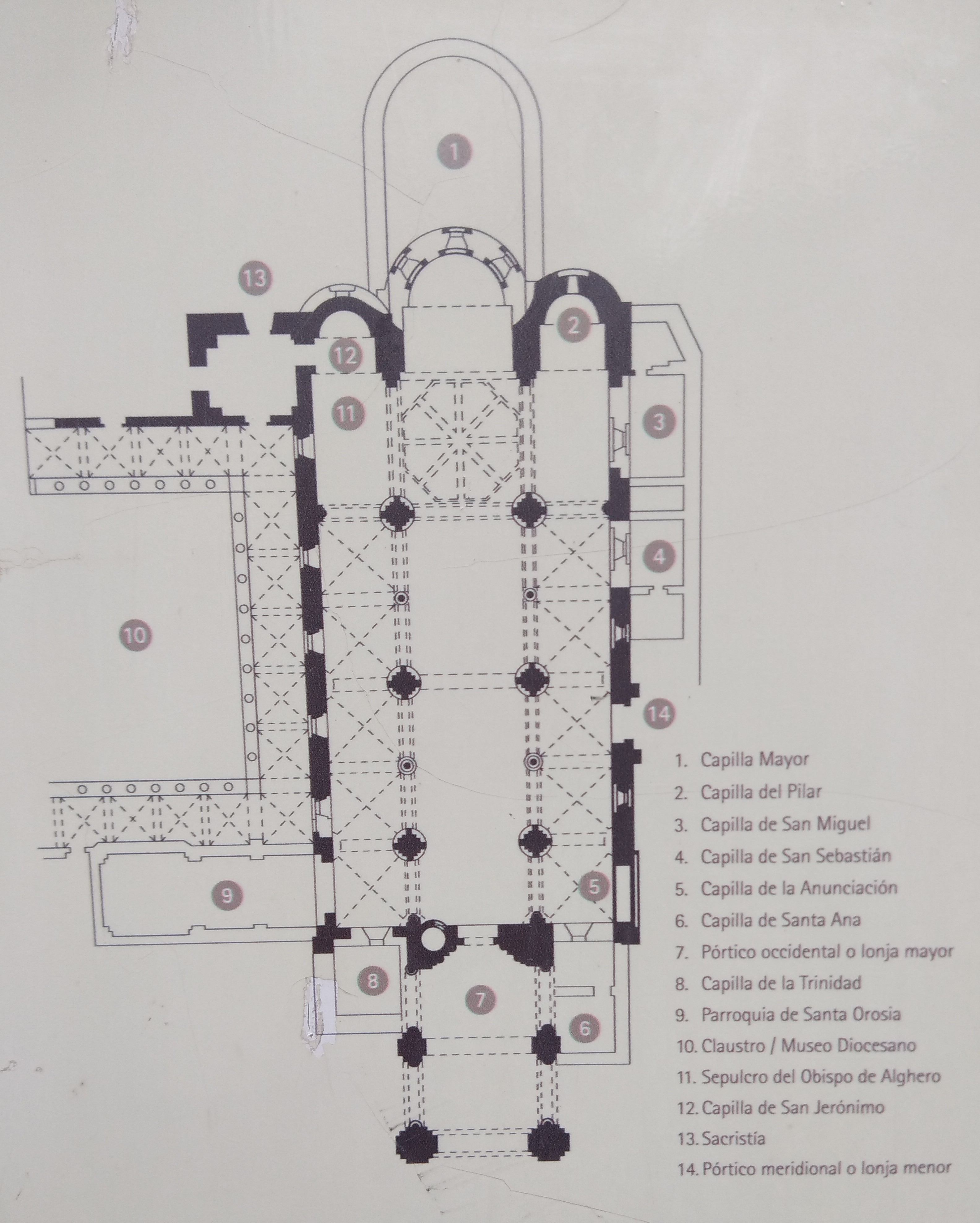
Plano

La planta del templo es basilical de tres naves, con cinco tramos cada una. La central (mide 28,30x9 metros) es más ancha y alta que las laterales, lo que permitió, en el siglo XVI, al levantarse la nueva bóveda, abrir cinco ventanales a cada lado para iluminar el interior del templo. Un elemento destacable es la alternancia en la nave central de columnas (dos pares) y pilares cruciformes con columnas adosadas (tres pares) que sostienen cinco arcos de medio punto.
En el interior del templo, repartidos en los pilares, columnas, muros y presbiterio, se contabilizan 28 capiteles, de diversos tamaños, con temas figurativos, vegetales y esquemáticos que revelan la existencia de varios escultores.
Las naves remataban en ábsides semicirculares con bóveda de cuarto de esfera, de los que únicamente se conserva íntegro el de la nave de la epístola (la derecha del espectador). El ábside está recorrido por una cenefa de ajedrezado jaqués, que después se repetirá en los templos románicos del Camino de Santiago. Por otra parte, destaca la reja románica de hierro forjado que impide el acceso al altar. El ábside central fue ampliado en 1790 para darle más profundidad, mientras que el de la nave del evangelio se conserva con alguna mutilación.
El transepto, o nave transversal, no se destaca en el exterior, ya que tiene la misma anchura que las tres naves, aunque es más alta. En el crucero, de planta cuadrada, que se transforma en octogonal mediante la utilización de trompas, se levanta una cúpula románica, reforzada por cuatro arcos de medio punto los cuales se cruzan en el centro. En la base de las trompas, a manera de ménsula, figuran los tetramorfos, con tamaño pequeño que dificulta su contemplación, tratados de manera esquemática y tosca.

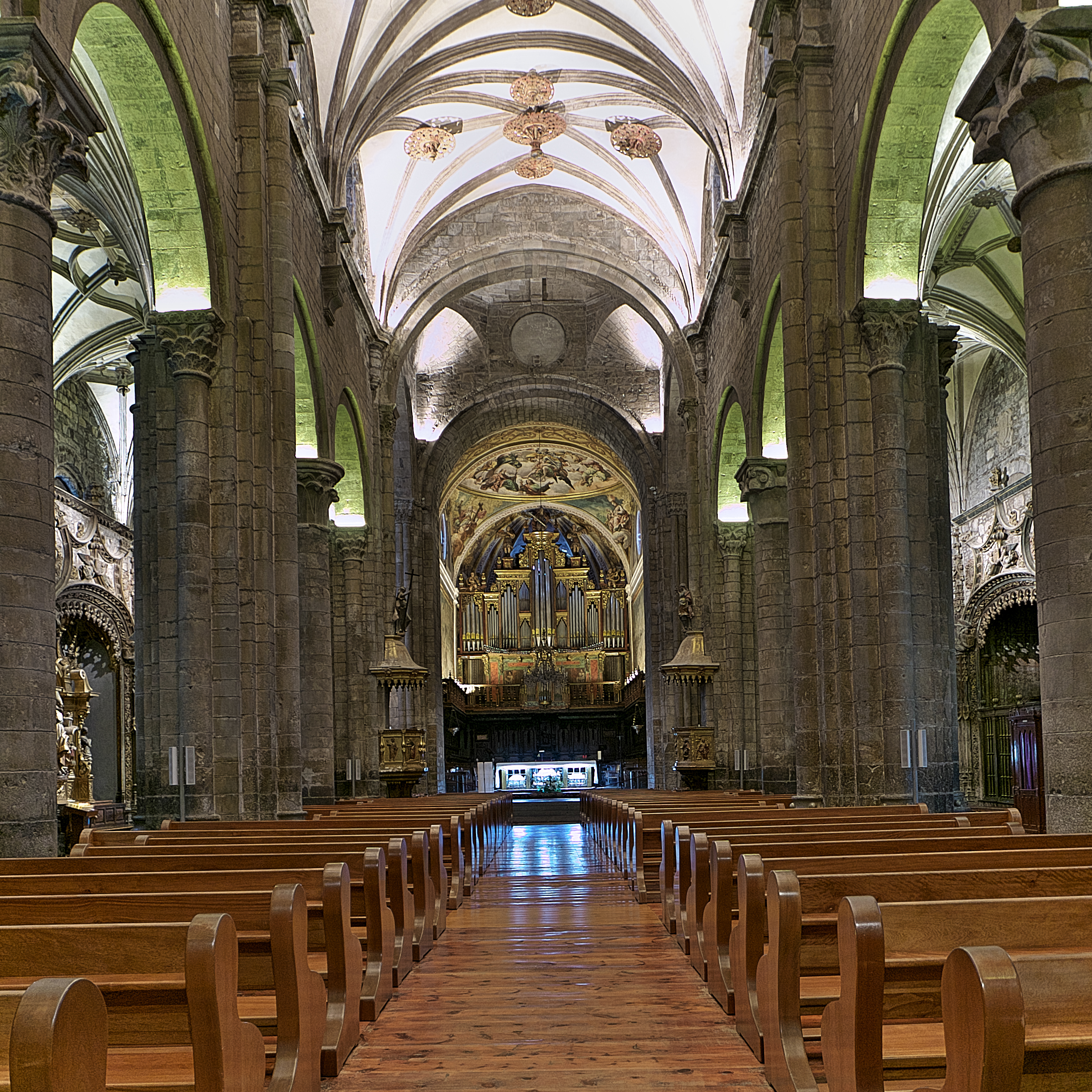
Naves central y laterales, alternancia de columnas y pilares, bóvedas de crucería

#### Obras entre los siglosXVI-XXI
En contraste con el estado ruinoso en que presentaba la catedral y sus dependencias en el siglo XV, en el siguiente, como señala Oliván en su artículo sobre las obras emprendidas en el XVI, se produce "una febril actividad renovadora del templo y sus dependencias, que se prologará hasta las primeras décadas del siglo XVII". Esta etapa de extraordinaria actividad se debe, entre otros motivos, a la necesidad perentoria de reparar la vieja catedral, al deseo de las principales familias burguesas de Jaca de promocionarse socialmente mediante la construcción de capillas en el templo catedralicio y, finalmente, porque en 1571 una bula de Pío V dispuso que el obispado de Huesca-Jaca, constituido en 1097, se dividiera en tres: Huesca, Jaca y Barbastro. A partir de entonces, la diócesis jaquesa inició una etapa de progreso.
La catedral tenía cubiertas de madera, que Bango considera que se construyeron por falta de recursos económicos, para levantar bóvedas de piedra. Esta circunstancia propició frecuentes incendios. El más pavoroso, registrado en 1447, obligó al cabildo a construir las bóvedas actuales. Se comenzó por las laterales iniciadas en 1520 y, a partir de 1598, con la nave central, que fue construida en seis años por el arquitecto y escultor, vecino de Zaragoza, Juan Bescós, el cual por este encargó cobró 6300 libras jaquesas que aportó el canónigo de la seo de Zaragoza Francisco de Hervás. A pesar de ser levantadas en el siglo XVI, en época del Renacimiento, las bóvedas de las tres naves son de tracería gótica tardía.
A principios de siglo, en 1514, se derribó el coro románico y se construyó otro ya dentro del estilo renancentista. Ocupaba los tramos tercero y cuarto de la nave central, contados desde el presbiterio. Años más tarde, en 1562 se edificó la nueva sacristía que se cubrió con bóveda de crucería.
Una vez reparadas las cubiertas de las naves laterales, se construyó buena parte de las capillas que en ellas se alojan, como la portada tardo gótica de san Sebastián, la de santa Ana, de estilo hispano flamenco; la Anunciación a María ya plateresca, la monumental renacentista de san Miguel, la romanista de la santísima Trinidad y, por último, la de san Jerónimo, renacentista con elementos ya barrocos.
En el siglo XVII se llevó a cabo el derribo del claustro románico para construir el actual. Aquí, desde 1970, se encuentra el Museo Diocesano de Jaca, que alberga una extraordinaria colección de pinturas murales románicas procedentes de las iglesias del entorno, entre las que destacan las de la localidad de Bagués. A finales de esta centuria, en pleno apogeo del barroco, se construyó la más grande de las capillas de la catedral, dedicada a la patrona de la diócesis de Jaca, santa Orosia.
En 1790, se amplió el presbiterio lo que tuvo como consecuencia la destrucción del ábside románico de la nave central y del retablo de piedra de estilo romanista que lo presidía, obra contratada a Juan Bescós, el arquitecto que había construido la bóveda de la nave central. El nuevo espacio se cubrió con una cúpula sobre pechinas. En 1792 el cartujo Manuel Bayeu, cuñado de Francisco de Goya, realizó las pinturas murales, con episodios de la vida de san Pedro -el titular de la catedral- en los muros laterales, la apoteosis de la santísima Trinidad en la cúpula y con representaciones de las virtudes Fe, Esperanza, Caridad y Templanza en las pechinas.
En el siglo XIX, azotado por la guerra de la Independencia y las tres carlistas, además de diversos episodios revolucionarios, las obras emprendidas fueron de menor trascendencia: el blanqueo del templo y el arreglo del órgano en 1859, las pinturas de la capilla de santa Orosia en 1860, la restauración del porche pequeño en 1864, la pavimentación del mayor al año siguiente, y la pavimentación de las naves laterales en 1868.
En 1919 el coro del cabildo, hasta entonces situado en el centro de la nave principal, el lugar que ocupaba tradicionalmente en las catedrales españolas, y el órgano, emplazado detrás, se trasladaron al presbiterio ampliado a fines del siglo XVIII. De esta manera quedó diáfana la vista interior de la catedral, aunque la situación del órgano, infrecuente, le quitó sonoridad y ocultó las pinturas de Manuel Bayeu situadas detrás, en el ábside, con el tema de la entrega de las llaves a san Pedro.
Inicialmente hubo un órgano renacentista, que en 1703 se transformó en barroco y que, finalmente, en 1870, adquirió las características de romántico. Fue restaurado en 2018, con un presupuesto de 300.000 euros, gracias al mecenazgo particular.

### Capillas
En la primera mitad del siglo XVI, una vez construidas las bóvedas góticas de las naves 
laterales, se habilitaron diversas capillas promovidas por los sectores eclesiásticos, gremios y familias acaudaladas de la ciudad.

#### Santa Ana
(Número 6 en el plano). Era propiedad de los racioneros, fue construida a principios del siglo XVI para lo cual se aprovechó parte del pórtico occidental. Tiene planta cuadrada y crucería del mismo estilo gótico tardío que el de las naves laterales. El retablo de estilo hispano-flamenco, con rasgos renacentistas en el guadapolvo, está dedicado a santa Ana, que figura en la calle central acompañada de María y del Niño Jesús, que se inclina para coger los frutos que la abuela sostiene en un canastillo. Es una talla de madera policromada correctamente ejecutada. La flanquean sendas tablas de pintura al óleo con las imágenes de san Jerónimo y de santa santa Elena, con la cruz de Cristo que ayudó a descubrir. Destaca el trabajo de talla gótica de los doseletes que cubren las casas del retablo. La capilla fue restaurada en 2011.
A la derecha se encuentra un crucifijo de tamañno natural, en madera policromada, al que los fieles tienen especial devoción.

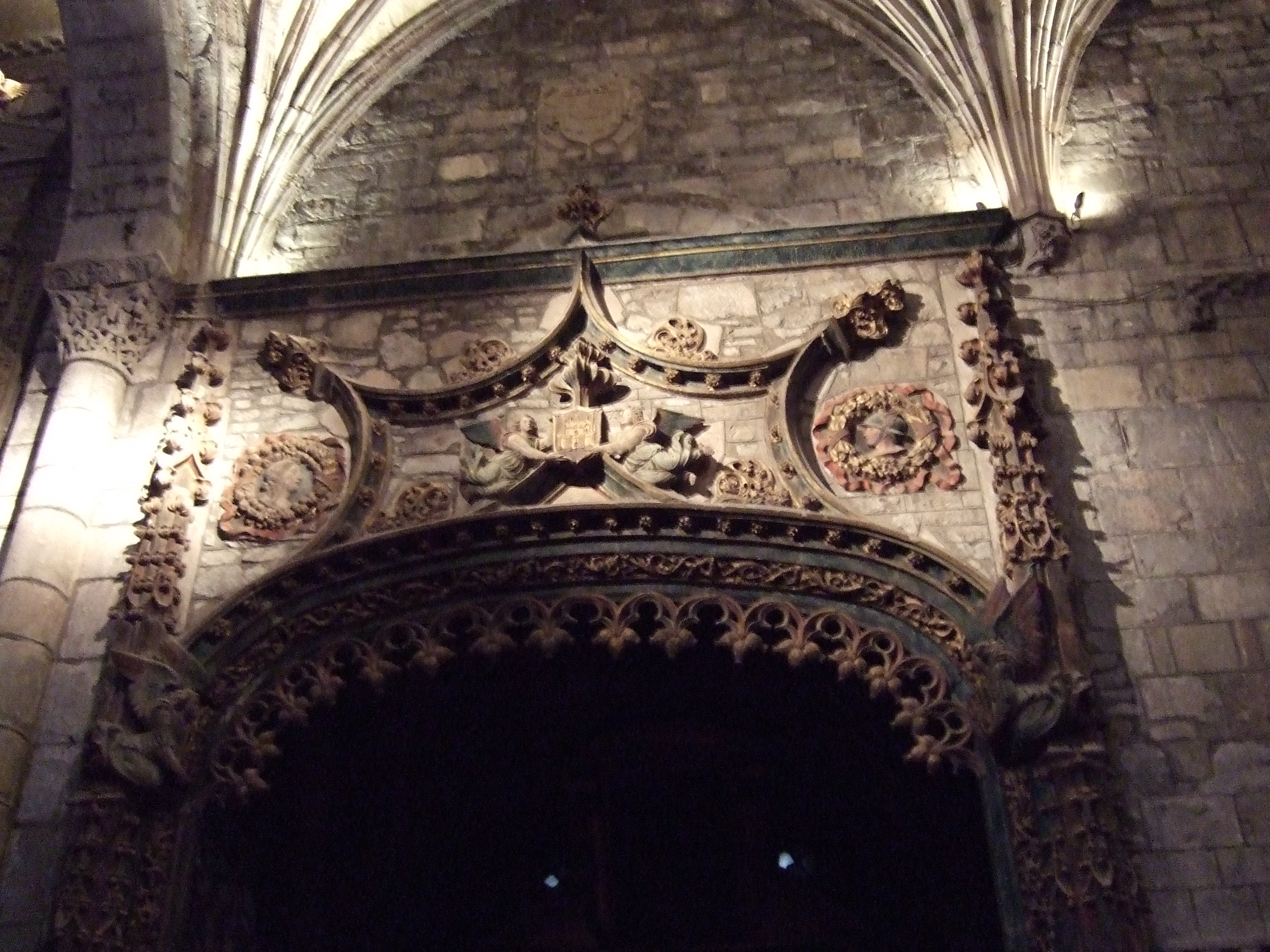
Capilla de san Sebastián

#### Anunciación
(Número 5 en el plano). Está rehundida en el muro, por lo que tiene poca profundidad, se abre con un arco escarzano y la cubre una estrecha bóveda de crucería. El retablo, de pequeñas dimensiones, es de madera policromada, de estilo renacentista, decorado con grutescos. Tiene banco con la escena de la Última Cena, aunque faltan los dos relieves que la flanqueaban, y tres calles con dos pisos. En la central, que ocupa los dos pisos, figura la escena de, aunque la Anunciación y sobre ella aparece un tondo en el que se inscribe a María con el Niño en los brazos, de un estilo directamente relacionado con el renacimiento italiano. La escena del Calvario remata el conjunto. Se atribuye al maestro aragonés Pedro de Lasaosa, que perteneció al círculo del escultor florentino afincado en Zaragoza Juan de Moreto.

#### San Sebastián
(Número 4 en el plano). La capilla está precedida de un arco carpanel flanqueado por pilastras que rematan en largos pináculos, este conjunto arquitectónico pertenece al estilo Reyes Católicos. El zócalo está revestido de azulejos barrocos.
El centro del arco está ocupado por un escudo heráldico sostenido por dos ángeles y en los capiteles se repite el escudo que, en cada caso, sujeta un ángel.
El retablo está presidido por una pintura sobre lienzo, de estilo barroco, con el tema del martirio de san Sebastián. Su conservación es deficiente, por lo que no es posible contemplarlo con detalle. A la izquierda se encuentra un pequeño retablo barroco con un óleo de la Asunción que se atribuye a la escuela madrileña de Vicente Carducho.

#### San Miguel

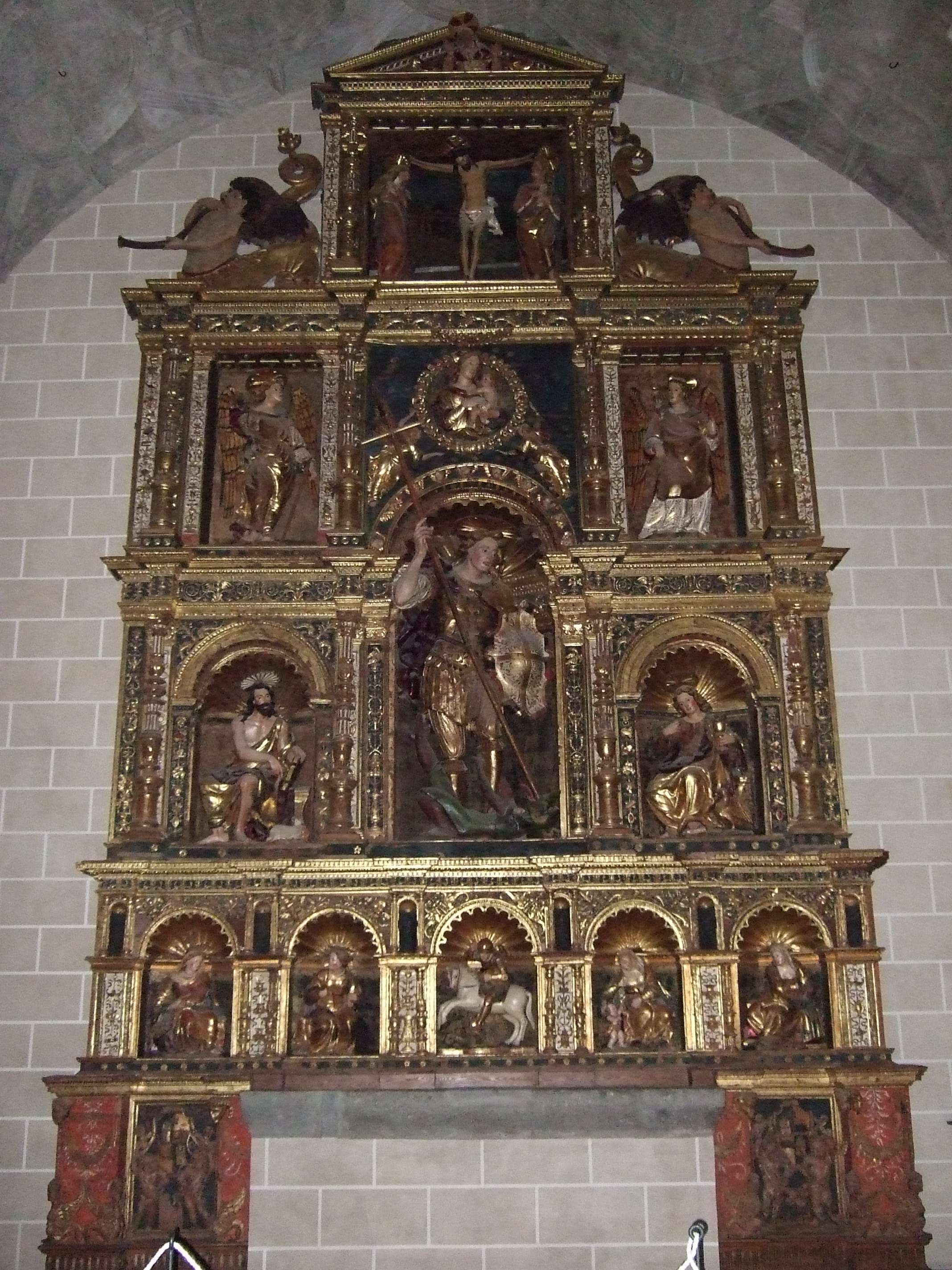
Retablo de san Miguel

(Número 3 en el plano). Fue construida por iniciativa del próspero mercader de Jaca Juan de Lasala Santa Fe, "banquero al servicio de Carlos V, y de su esposa Juana Bonet. Como era habitual en la época, el promotor hizo lucir su escudo repetidamente: en el intradós del arco, en las enjutas y en el sotabanco del retablo. 
Es un proyecto ambicioso, ejecutado entre 1523 y 1526, de elevado coste, para el que recurrió a los artistas más relevantes de su momento tal y como se informa en la inscripción grabada en la jamba derecha del arco triunfal, donde se señala que la obra corresponde a "Ioha de Moreto Florentino" en el año 1523; al tiempo que en el otro lado se hace mención del promotor: "Esta capilla mando hazere el ohonrado Ioha de Lasla [Lasala], mercadero i ciudadano de la ciudat de Iacca". 
El proyecto de la portada y del retablo fue obra de Juan de Moreto el Florentino y con él colaboraron los escultores Gil Morlanes el Joven y Juan de Salas, discípulo de Damián Forment; mientras que la policromía de la portada y del retablo correspondió a Juan Navarro.
La portada de la capilla reproduce un monumental arco triunfal (tiene 10 metros de altura), con arco de medio punto, enmarcado por dos cuerpos con dos pisos, rematados por frontones triangulares, en los que aparecen (de izquierda a derecha del espectador, y de abajo arriba) las esculturas de bulto redondo de san Cristóbal, san Roque, san Pablo y san José (estas dos últimas tienen a sus pies cartelas con sus nombres). Encima de cada hornacina aparecen en tondos los cuatro evangelistas. La portada se remata con un óculo que a cada lado tiene un tritón, un tema claramente renacentista.
La capilla es de bóveda de cañón con casetones de diversas formas geométricas, lo que contrasta con las bóvedas góticas levantadas por aquellos mismos años en las naves de la catedral.
El retablo, de estilo renacentista, con grutescos y columnas abalaustradas, consta de sotabanco y banco con cinco hornacinas aveneradas, en las que aparecen santa Juliana, posiblemente santa Catalina de Alejandría, san Jorge atacando al dragón, santa Ana y santa Isabel. Tiene tres calles y dos pisos; lo remata el ático con el Calvario flanqueado, como en la portada, por dos tritones. El la calle central figura el titular de la capilla, el arcángel san Miguel que alancea un monstruoso demonio, encima figura un tondo renacentista con la Virgen y el Niño, un asunto que aparece también en el retablo de la Anunciación (Número 5). A los lados de la hornacina de san Miguel (de izquierda a derecha) están representados san Juan Bautista y san Juan Evangelista. En el piso superior se encuentran la imágenes de dos arcángeles, el de la izquierda puede representar a san Gabriel, y el de la derecha a san Rafael.
El conjunto fue restaurado en 2004 con el patrocinio de una entidad financiera.

#### San Jerónimo
(Número 12 en el plano). Fue promovida por el obispo Pedro Baguer, natural de Jaca, que intervino en el concilio de Trento, desempeñó cargos políticos y ocupó la sede episcopal de Algher (Cerdeña). El retablo ocupa el ábside románico de la nave del Evangelio, donde se conserva la bóveda de cuarto de esfera y tres cenefas de ajedrezado. Una reja románica, similar a la del ábside de la Epístola, la separa de la nave. El retablo, renacentista, de madera policromada, es obra de Jorge de Flandes, y la policromía de Pedro de San Pelay y Antón Claver, está fechado en 1573, como se lee en las dos cartelas situada en el banco: "Izo san Pelay..." y "Año 1573". Consta de banco con cinco casas aveneradas, tres calles, dos pisos y ático rematado con frontón triangular del que emerge Dios Padre en actitud de bendecir; como en el retablo de san Miguel, dos tritones lo flanquean.

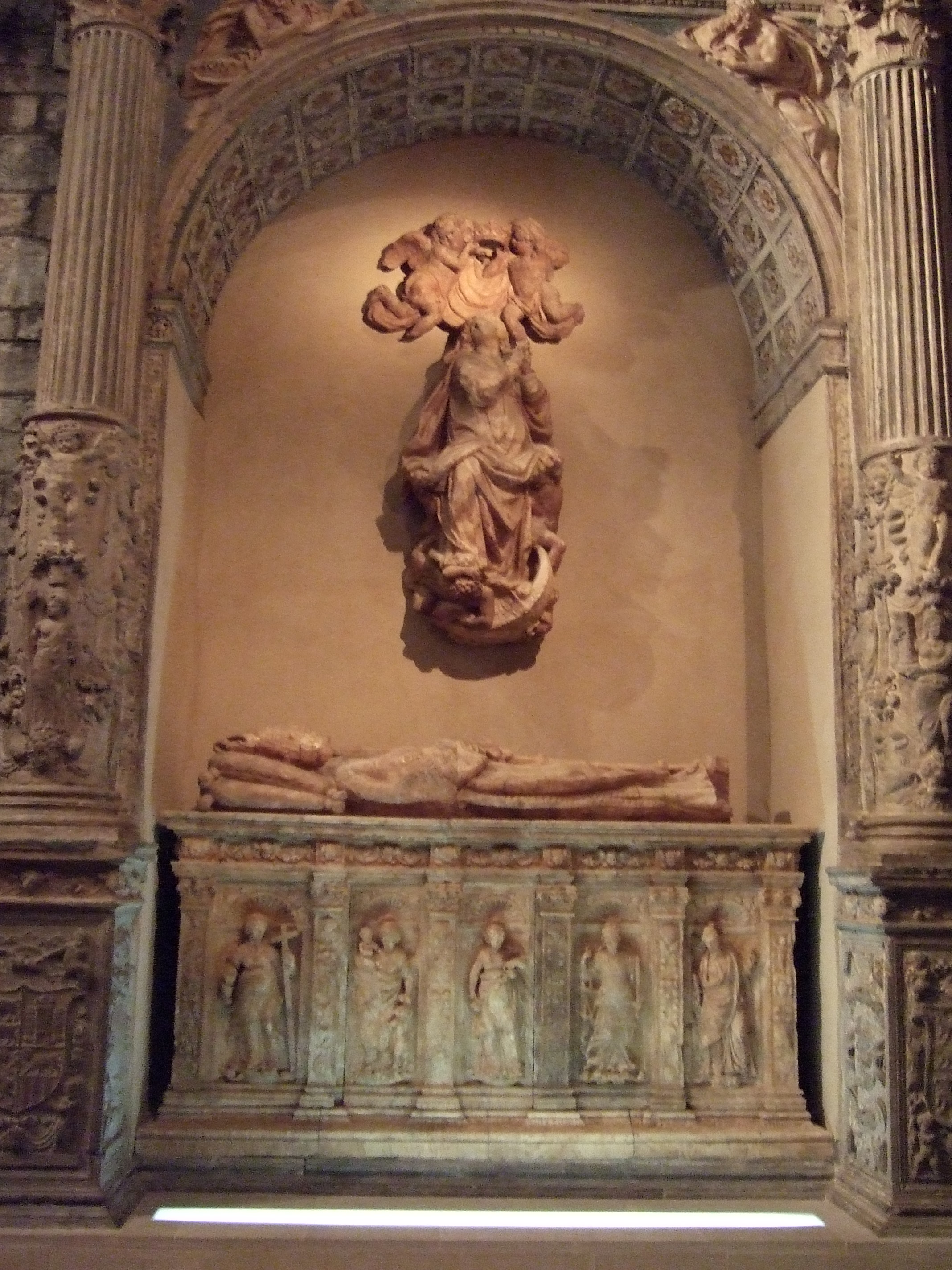
Sepulcro del obispo Pedro Baguer

La calle central está presidida por san Jerónimo penitente, con el león a sus pies, y lo flanquean san Juan Evangelista y san Juan Bautista. En el piso superior se encuentran las esculturas de san Jorge alanceando al dragón y san Martín de Tours.

#### Sepulcro del obispo Pedro Baguer
(Número 11 en el plano). De estilo renacentista, realizado en el último tercio del siglo XVI, constituye un soberbio testimonio de la arquitectura funeraria renacentista. Es obra del barcelonés Juan de Rigalte y del mallorquín Guillem Salbán, quienes por aquellas fechas residían en Zaragoza. 
El monumento consta de cama fúnebre, ilustrada en su frente con las representaciones de las virtudes Fe, Caridad, Templanza, Justicia y Prudencia. La imagen del difunto, realizada en alabastro, es de cuerpo entero, yacente, con los atributos episcopales, como son el báculo y la mitra.
Sobre él, adosada al muro, se muestra la Asunción de María con la luna a sus pies, como se recoge en el Apocalipsis, y con tres ángeles, de inspiración migelangelesca a su alrededor, mientras que dos angelitos le colocan la corona.
Todo ello está enmarcado por un arco de medio punto, con altorrelieves en las enjutas que representan a profetas, arquitrabe partido y rematado por un frontón triangular, que sustentan dos columnas corintias decoradas en el primer tercio con relieves renacentistas de buena factura. Corresponden a Juan de Anchieta los profetas de las enjutas y el relieve de la Asunción, los dos realizados en alabastro. 
El escudo de la familia Baguer figura en las basas de las columnas y el del obispo en el frontón. El conjunto fue restaurado en 2004, al mismo tiempo que la capilla de san Miguel, con el patrocinio de una entidad bancaria.

#### Santa Orosia

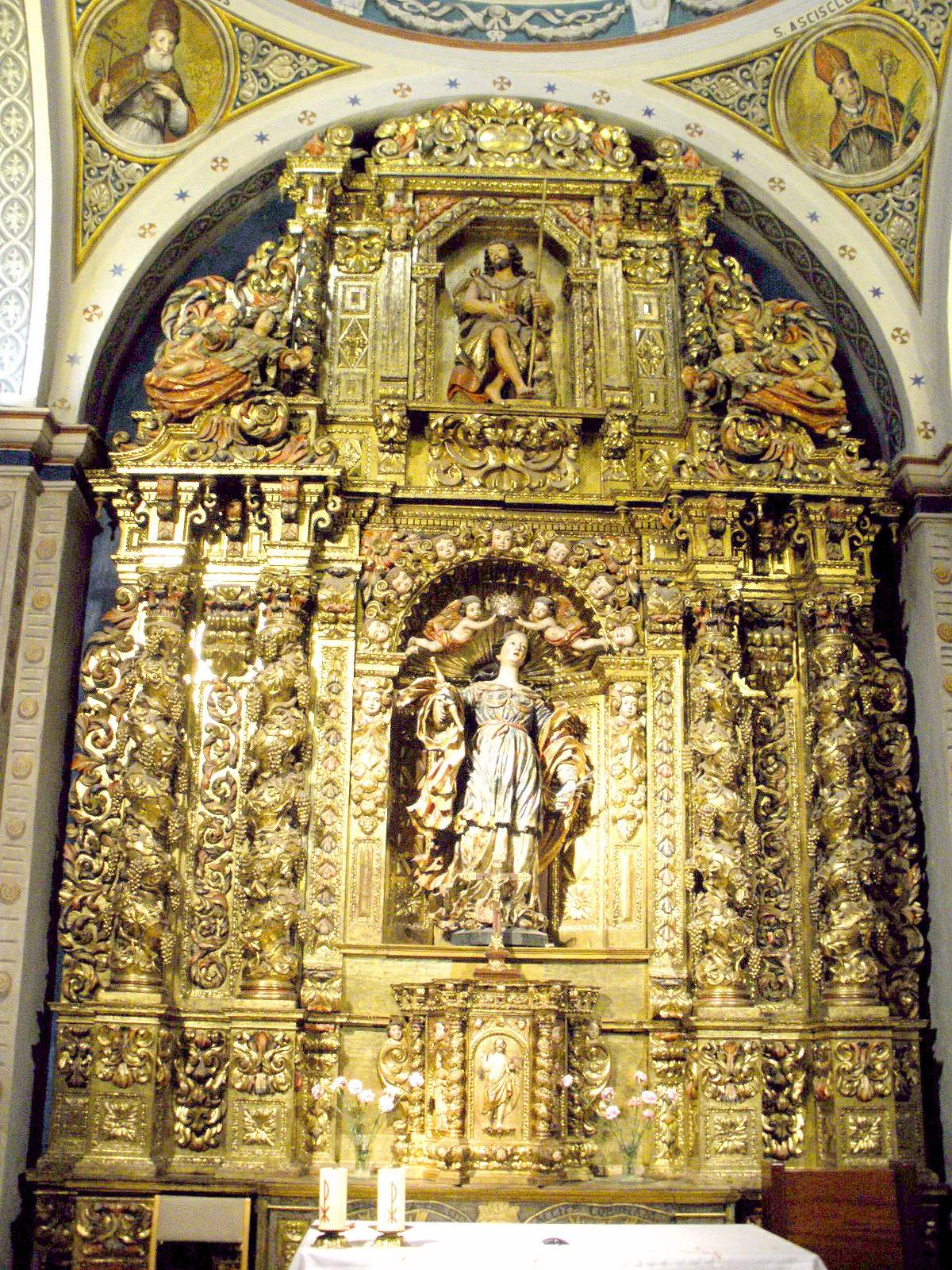
Capilla de santa Orosia

(Número 9 en el plano). Se construyó en el siglo XVII, en pleno barroco, a costa de la cofradía de santa Orosia. Con anterioridad la catedral contaba con un altar dedicado a esta santa, como se desprende de la bula de Gregorio XIII, firmada en 1578, por la que se concedía indulgencia plenaria a las misas de difuntos celebradas en él.
La nave, de grandes dimensiones, se sitúa transversal al eje del templo, tiene planta rectangular y en la cabecera se levanta una cúpula con tambor que descansa en pechinas. 
El retablo muestra un barroco abigarrado, de madera dorada y policromada. Predominan los elementos ornamentales, como los dos pares de columnas salomónicas adornadas con racimos de uva, y las grandes volutas que se apoyan en el arquitrabe. En cuanto a las figuras, se reducen a la titular de la capilla, en la casa central, de cuerpo entero, coronada por ángeles, y a san Juan Bautista sedente, en el remate.
La cúpula esta decorada con la llegada trinfal al Cielo de santa Orosia, patrona de la ciudad y de la diócesis de Jaca, y en los muros laterales aparecen seis escenas de su vida. En el muro de la derecha se describe la recepción por el cabildo de Jaca de las reliquias de santa Orosia, el corte de la cabellera de santa por el obispo de Huesca y los fenómenos extraordinarios que se produjeron en la Naturaleza; y la intervención de las reliquias para conjurar el pedrisco. En el muro de la izquierda se contempla el martirio de la santa, la resurrección de una "niña de Bohemia" y la curación de un ciego. El zócalo está decorado con motivos arquitectónicos y trampantojos. Estas pinturas fueron realizadas en 1789 por Luis Muñoz, afincado en Huesca, con estilo barroco aunque con técnica rudimentaria.
El conjunto fue restaurado en 1999 con la ayuda de una entidad de ahorro.

#### Trinidad

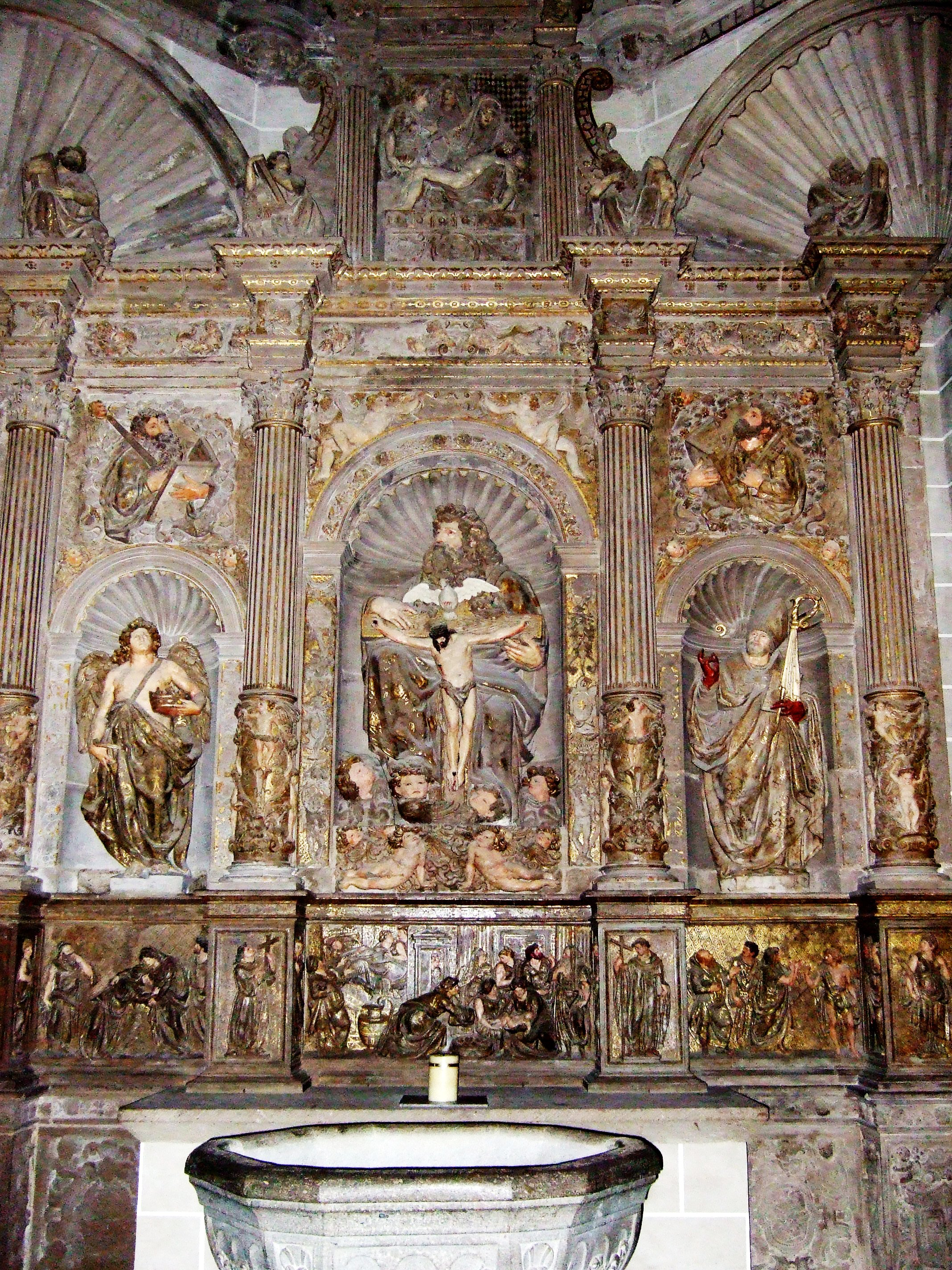
Retablo de la santísima Trinidad

(Número 8 en el plano). Fue construida en 1572 por encargo del próspero mercader de Jaca Martín de Sarasa y su esposa Juana de Aranda, con el fin de que fuera el lugar de su enterramiento y, para ello, la dotaron con una cuantiosa suma, que posibilitó la contratación de artistas de prestigio y, posteriormente, el mantenimiento del culto. Como era práctica generalizada, los escudos de los fundadores de la capilla lucen tanto en la portada (en el tímpano) como en el retablo (en el sotabanco).
La precede un arco clásico de medio punto que flanquean sendas columnas corintias; en las enjutas del arco se encuentran las alegorías de la Caridad (amamanta a dos niños) y de la Templanza (escancia vino). El friso inmediatamente superior lleva decoración de putti y en el centro figura la Verónica; en los dos extremos, inscritos en sendos tondos, aparece los bustos de un hombre (izquierda del espectador) y una mujer (derecha) que podrían representar a los fundadores de la capilla. Finalmente, en el tímpano que remata la portada, destaca el relieve de la Virgen con el Niño inscrito en un óvalo, obra de Juan de Anchieta; mientras que a ambos lados se reproducen los escudos de los dos comitentes. Esta portada fue proyectada por Guillén Salbán, autor del sepulcro del obispo Pedro Baguer, situado en esta misma nave lateral. Posiblemente también trabajó en esta capillq un escultor, de menor calidad que los dos precedentes, que podría ser el artífice afincado en Jaca Juan de Flandes. El conjunto arquitectónico conserva la policromía original que lo cubre parcialmente, según el gusto de la época.
La planta de la capilla es cuadrada, se cubre con cúpula semiesférica, apoyada en trompas, y está decorada con casetones adornados con florones en el centro. Tiene linterna que ilumina el interior.
El retablo, realizado en "arenisca de cemento calizo", consta de banco con tres escenas apaisadas de gran calidad artística (la Visitación, nacimiento de san Juan Bautista, los judíos preguntan a san Juan Bautista si es el Mesías. Tiene tres calles, separadas por columnas corintias; en la calle central se representa a la Trinidad: Dios Padre sentado (su rostro recuerda al Moisés de Miguel Ángel), que sostiene con sus manos al Hijo crucificado y entre los dos está la paloma del Espíritu Santo. Esta escena está flanqueada por un ángel custodio, con una corona en la mano (a la izquierda del espectador) y por san Martín de Tours (derecha). En el ático figura un relieve con la escena de la Piedad resuelta con serenidad clásica, mientras que sobre el arquitrabe de las cuatro columnas aparecen los evangelistas, sentados y con sus respectivos símbolos. La policromía, en la que predominan los dorados, corrió a cargo del pintor jaqués Nicolás Jalón.
El conjunto fue restaurado en 2002 con el patrocinio de una entidad de ahorro aragonesa.

## Galería de imágenes

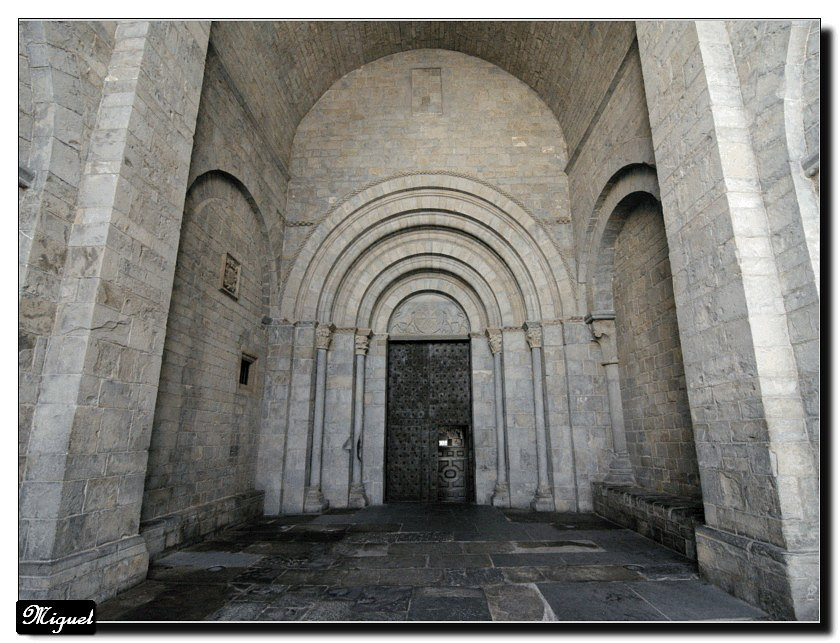
Portada oeste
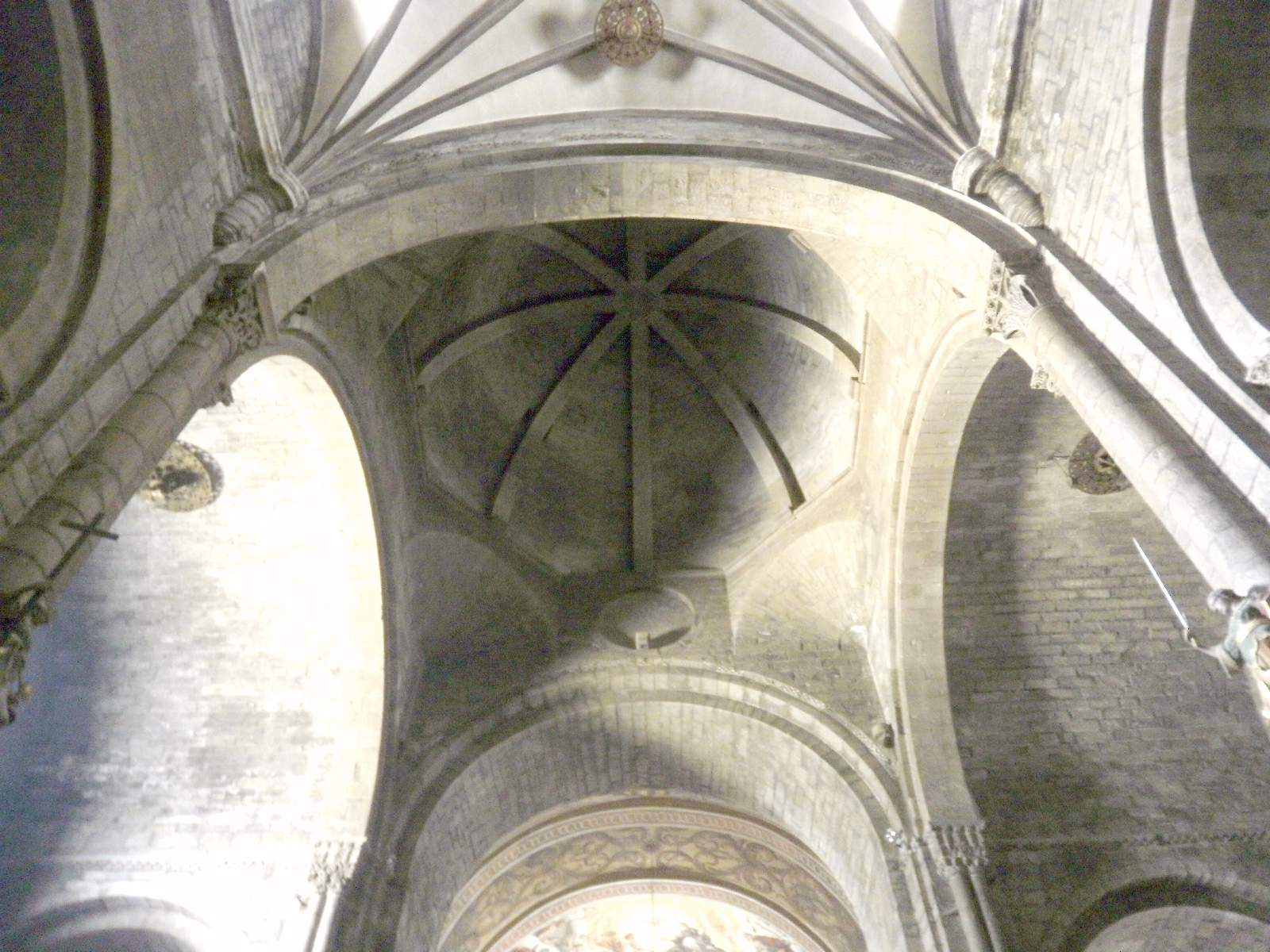
Transepto, crucero y cúpula
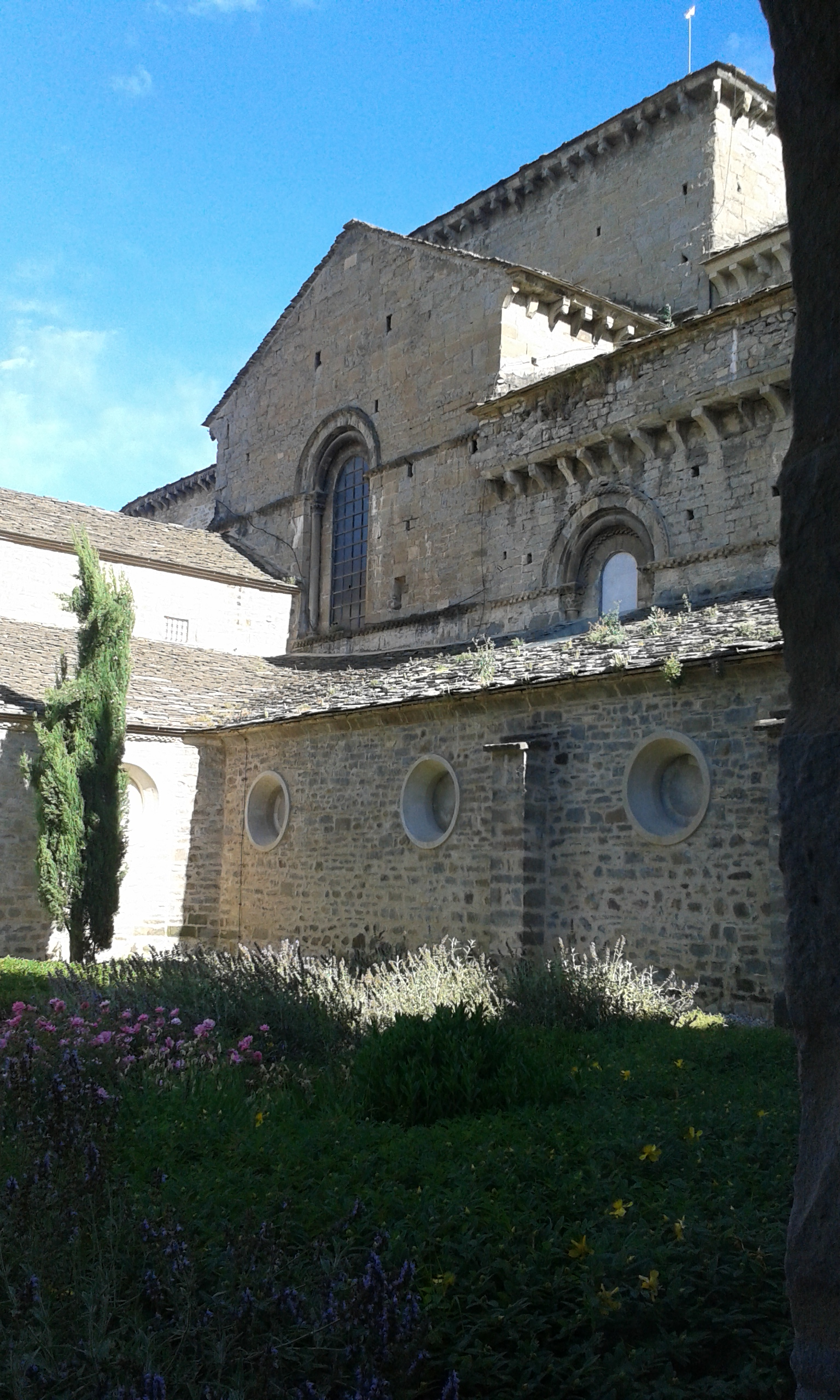
Transepto, crucero y claustro
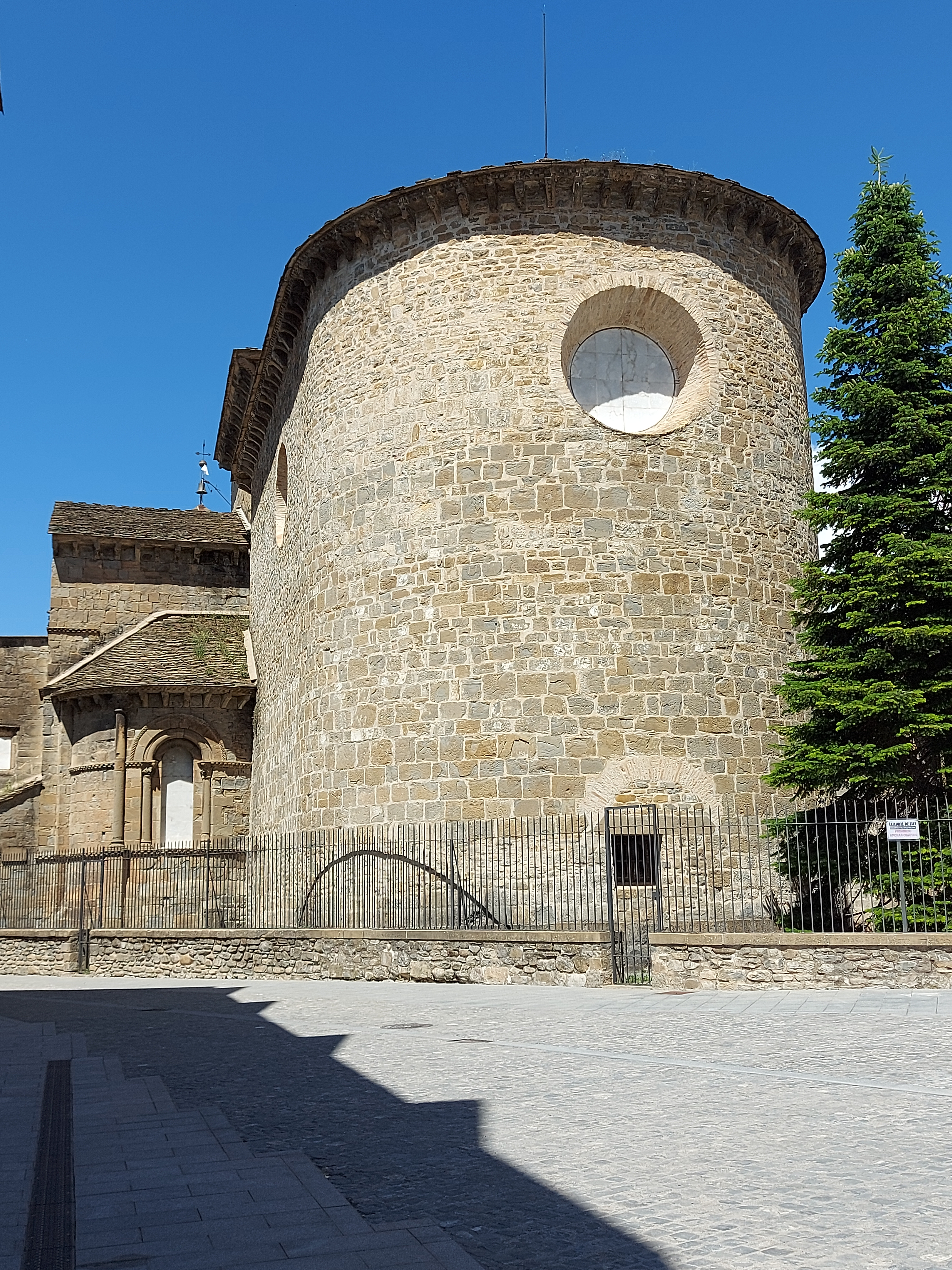
Ábsides central (s. XVIII) y lateral (s. XII)
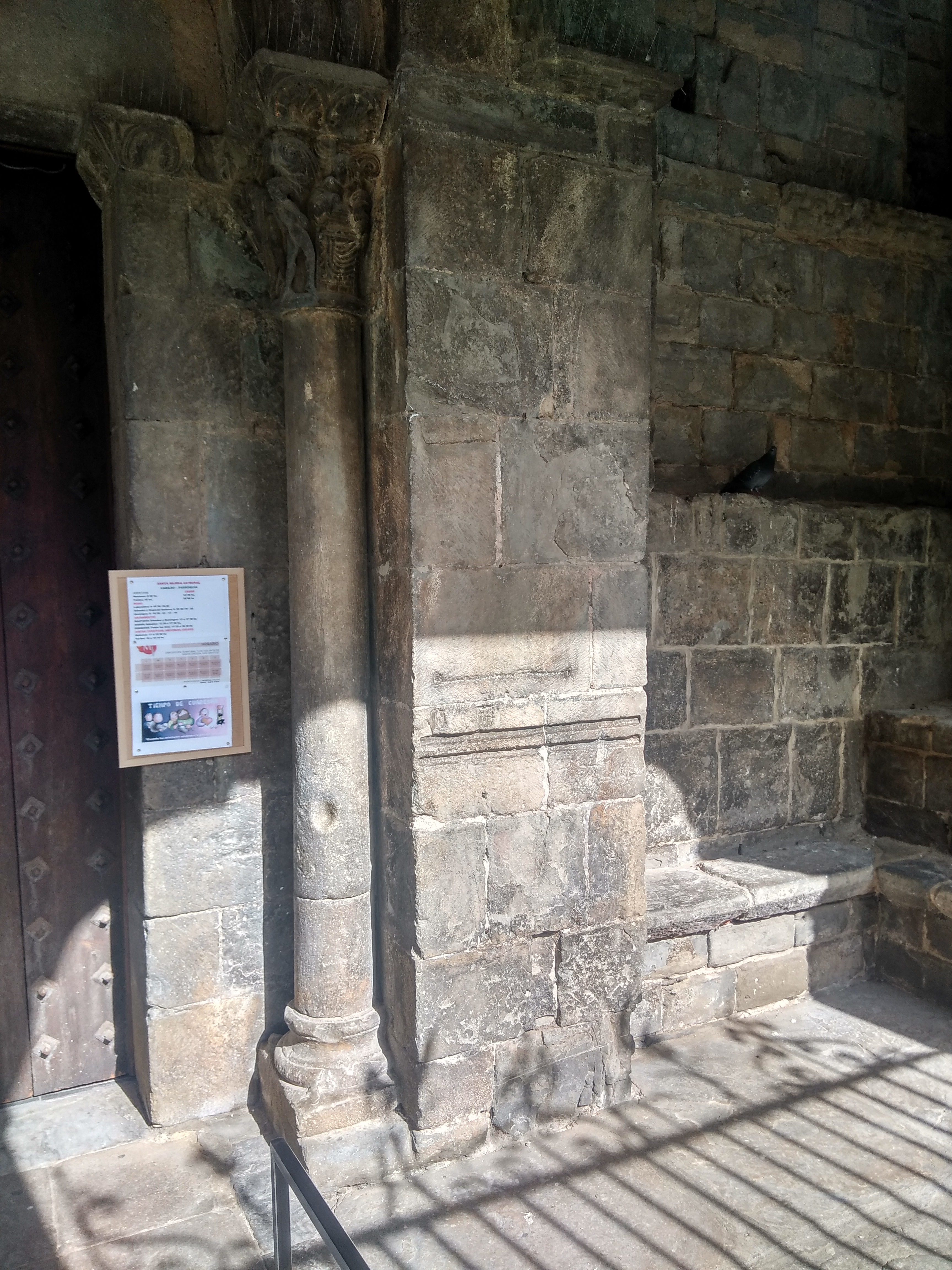
Portada sur: capitel del sacrificio de Isaac y vara jaquesa
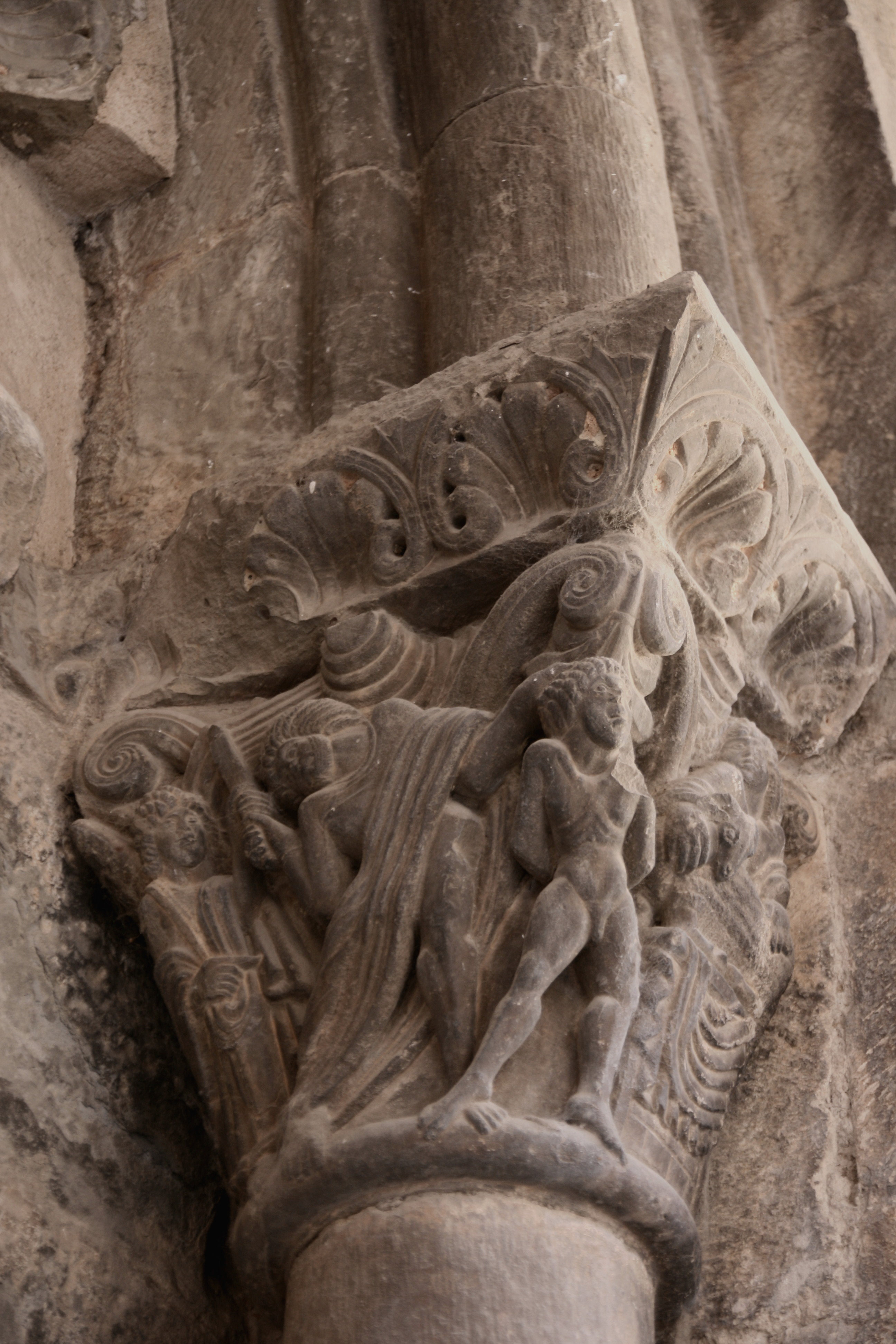
Sacrificio de Isaac en la portada sur